# Mango vert
Anthracothorax viridis
Espèce
Répartition géographique
Statut de conservation UICN

 LC  : Préoccupation mineure
Statut CITES
Le Mango vert (Anthracothorax viridis) est une grande espèce d’oiseau-mouche endémique de l’île principale de Porto Rico et de son archipel. Il fréquente habituellement les zones montagneuses de l’île, notamment les plantations de café.

## Alimentation
Cet oiseau se nourrit du nectar trouvé dans les fleurs d’Héliconia.

## Description
Cet oiseau a un plumage essentiellement vert avec une queue bleue et noire. Il ne présente pas de dimorphisme sexuel.